# Лосев, Виктор Николаевич
Виктор Николаевич Лосев (10 апреля 1926, Краснослободск, Сталинградская губерния — 25 декабря 1995, Волгоград, Волгоградская область) — советский и российский художник, член Союза художников СССР, которому посвящена скульптура на центральной набережной города Волгограда.

## Биография
Отец Виктора в Гражданскую войну оказался на Царицынском фронте, где был ранен и где встретил свою будущую жену. Виктор Лосев родился 10 апреля 1926 года в городе Краснослободск Сталинградской губернии. Вскоре после рождения Виктора семья переехала в Сталинград, где поселилась в деревянном доме по ул. Краснослободской.
С 12 лет Виктор начал ходить в изостудию Дворца пионеров.
Летом 1941 года Виктор готовился к поступлению в Московское академическое художественное училище, однако война помешала этим планам. Семья была вынуждена эвакуироваться. Старший брат художника Михаил пошел на фронт и погиб на Курской дуге.
В 1945 году Виктор поступил в Саратовское художественное училище, одно из лучших художественных училищ в стране. Город хорошо сохранился во время войны и художник написал здесь более 100 городских пейзажей. В 1950 г. Виктор окончил училище. После неудавшейся попытки продолжить образование, Виктор поселился в Сталинграде.
Виктору было трудно встроиться в государственную художественную систему. Его стиль отличался от того что было востребовано государством, его работам было сложно пробиться на выставки через официальные конкурсы. Как говорил сам художник, когда его произведение в очередной раз не принимали на выставку, «Опять в тему не попал». В итоге его приняли в Союз художников СССР только когда ему было уже 64 года. До последних дней жизни его не признавали, а порой и унижали, другие художники.
Виктор Лосев умер 25 декабря 1995 года, не дожив недели до издания альбома «Волгоградский художник» с его произведениями и несколько месяцев до персональной выставки в Союзе художников, приуроченной к 70-летию художника. Широкая известность к художнику пришла уже в XXI веке, спустя 20 лет после его смерти.

## Уничтожение картин и изменение взглядов художника
В 1963 году художественный салон, через который Виктор реализовывал произведения, прекратил существование. Не имея возможности реализации, художник в 1964 году передал свои произведения на хранение в подвальное помещение магазина «Химреактивы», оставив себе только то что могло поместиться в однокомнатную квартиру, которую он делил со своей мамой. У Лосева даже не было ключей от этого подвального помещения. В 1969 году всю живопись и графику, находившуюся в подвальном помещении, по распоряжению директора магазина вывезли на свалку и сожгли. Об уничтожении картин художник узнал только спустя неделю. Состоялся суд, на котором руководитель магазина оправдывал действия предписанием пожарной инспекции. Было уничтожено порядка 300 картин и 600 миниатюр, написанных в течение почти 20 лет.
За художника вступился писатель Борис Полевой. Затем история об уничтожении произведений была опубликована в газете «Комсомольская правда». Статья вызвала огромный резонанс, и на адрес художника пришло около пяти тысяч писем из всех республик СССР. Многие были подписаны «Волгоград. Художнику Лосеву Виктору Николаевичу». Такая реакция людей помогла Виктору Николаевичу пережить потерю.
Художнику дали мастерскую на улице Советская. Гибель полотен стала для художника переломным моментом. Он стал писать исключительно миниатюры и распространял их среди горожан в надежде что люди лучше сохранят его произведения. Художник больше не доверял свои картины никому. По воспоминаниям искусствоведа Ирины Басовой, после его смерти обнаружили, что все пространство его квартиры было заполнено картинами.

## Творчество
Виктор Лосев начал свой творческий путь в сложное послевоенное время, когда последствия войны были ещё свежи, но когда люди стали привыкать жить без бомбежек и похоронок и когда появилось простое и новое ощущение радости от мира. В искусстве подчеркивалось отсутствие переживания, было много романтики. Виктор Лосев — художник-импрессионист. В его произведениях чувствовалась поэзия и радость от увиденного. Его солнечные пейзажи жизнерадостны и эмоциональны. Он писал и рисовал только с натуры. Большую часть в его произведениях занимал город.
Он часто писал горожан в состоянии неторопливого отдыха — играющих в волейбол, загорающими на пляже, читающими, разговаривающими. Моделями становились люди, которых он встречал на улице в процессе повседневной жизни. Виктор Лосев стал одним из немногих послевоенных художников, отказавшихся от связанных с войной тем. Если на его холстах и присутствовали военные, то только в мирные моменты жизни, в моменты застолий и встреч с друзьями.
Большинство произведений Виктор Лосев создал в пяти точках Волгограда. Две из них находятся в Центральном районе: центральная набережная города и улица Мира. Три находятся в Ворошиловском районе, в шаговой доступности друг от друга: сквер имени Саши Филиппова, улица Краснослободская, где он жил до получения квартиры, и двор многоэтажного дома по адресу Бобруйская 2, где находилась его новая квартира. Художник также любил творить на Аллее Героев напротив медицинского университета.

## Городская легенда
Городская легенда о Лосеве появилась ещё при жизни художника. Многим была известна история с уничтожением его картин. Единственное расхождение с фактами заключается только в том что, вопреки легенде о бескорыстной передаче произведений горожанам для лучшей сохранности, художник дарил картины не часто, в основном только понравившимся девушкам-моделям. Большинство картонов и холстов он либо продавал либо, в исключительных ситуациях, обменивал на еду и необходимые предметы для работы и жизни.
Лосев был достаточно хорошо знаком горожанам. Простой уличный художник, которого они часто видели в центральной части города или в Ворошиловском районе с мольбертом или этюдником. Поэтому фраза, которая сейчас вынесена в название фестиваля художника, имеет огромный смысл. «Извините, Вы не видели Лосева?» — спрашивали друг друга люди, когда долго не видели художника, уехавшего на плэнер за город. «Извините, Вы не видели Лосева?» — спрашивали горожане гостей города, удивляясь как можно было не встретить городскую знаменитость.
Легенда о Лосеве пережила второе лавинообразное рождение через 20 лет после смерти Виктора Николаевича. Большую роль в сохранении памяти о художнике сыграли галерист Ирина Басова (на тот момент обладатель одной из лучших коллекций работ художника) и искусствовед Татьяна Гафар. В 2016 году Волгоградский изобразительный музей имени Машкова одну за другой представляет его успешные выставки «Город в деталях» (к 90-летию со дня рождения художника) и «Муза № 26. Художник и его модели». Организуется первый фестиваль «Извините, Вы не видели Лосева?». В середине мая, в месяц, когда были уничтожены картины Виктора Николаевича, художники из разных городов вышли на улицы, чтобы писать с натуры город и его жителей так, как это делал Виктор Лосев. Публикуются многочисленные статьи в газетах и профессиональных журналах, включая «Как сделать Волгоград городом художников» и "Символы и смыслы фестиваля искусств «Извините, Вы не видели Лосева?». В 2019 году отдельной книгой печатается биография художника. На центральной набережной, где его часто видели, устанавливается скульптура «Виктор Лосев на пленэре». Из-за своей простоты эта скульптура является одной из любимых в городе, и часто можно наблюдать как прохожие фотографируются с ней или на счастье потирают нос художника. Виктор Лосев изображен сидящем на парапете, в сандалиях, в своем пиджаке, скромно рисующим пейзаж Волгограда — так, как его и запомнили горожане. Автором скульптуры является заслуженный художник России Сергей Щербаков, окончивший, как и Лосев, Саратовское художественное училище.
Такой легенды как Лосев остро не хватало городу. Без военного патриотизма, не связанной с войной или революцией, о простом уличном художнике. О таком человеке как большинство жителей города, со своими бедами, несчастьями, заботами, который, несмотря на все происходящее с ним, продолжал заниматься любимым делом, и продолжал любить свой город.

## Наследие
В 1970 году телерадиокомпании «Волгоград-ТРВ» сняла про Виктора Лосева документальный фильм «Живет такой художник» (не сохранился).
В семьях волгоградцев осталось около трех тысяч работ художника. В Волгоградском изобразительном музее имени Машкова хранится более 60 его живописных и графических произведений.
Организуются многочисленные выставки художника. За период в семь лет с 2016 года прошли 19 его выставок, включая «Город в деталях», «Муза № 26. Художник и его модели», «Искусство принадлежит народу», «Стена романтика» (фотокопии работ) и «Город и горожане».
С 2016 года в Волгограде при поддержке Благотворительного фонда Владимира Потанина проходит фестиваль «Извините, Вы не видели Лосева?»
В 2019 году на центральной набережной города установлена скульптура «Виктор Лосев на пленэре».
В 2024 году открылась виртуальная галерея художника losev.space. На сайте галереи можно ознакомиться с работами Виктора Лосева.
В 2024 году был издан туристический путеводитель «10 мест художника Виктора Лосева».